# Institut de l'entreprise
Cet article possède des paronymes, voir Institut d'administration des entreprises et Institut d'informatique d'entreprise.
L’Institut de l’entreprise est une association à but non lucratif qui rassemble plus d’une centaine d'adhérents, principalement des grandes entreprises et des syndicats professionnels. Elle a pour objectif de mieux valoriser le rôle de l'entreprise au cœur de la société française. Sa communication auprès des enseignants est controversée.

## Historique
Le Centre de Recherches et d'Études des Chefs d'entreprise, création du CNPF en  1953, est le principal centre de réflexion et de formation du syndicat patronal à la fin des années 50,,. Il devient l'Institut de l'entreprise en 1975.
L'Institut de l'entreprise rassemble plus d'une centaine d'entreprises, essentiellement de dimension internationale mais également implantées en France. Il se présente comme indépendant de tout mandat syndical ou politique. Il s'agit du « think-tank historique du patronat français ».
Depuis 2017, l'Institut de l'entreprise concentre ses activités sur la relation entre l'entreprise et son environnement, avec pour objectif de mettre en avant l'utilité de l'entreprise dans la vie économique et sociale.

## Organisation
L'Institut de l'entreprise est dirigé par un conseil d'orientation qui fixe la politique de l'Institut et détermine les moyens nécessaires à leur réalisation.

### Président
Le 1er janvier 2023 Pierre-André de Chalendar succède à Antoine Frérot à la présidence de l’Institut de l'entreprise,.

### Conseil d'orientation 2023
- Président • Pierre-André de Chalendar, président de Saint-Gobain Bureau
- [Vice-président] Christian Schmidt de La Brélie, directeur général de Klesia
- [Trésorier] Laurent Marquet de Vasselot, directeur général de CMS Francis Lefèbvre Administrateurs

- Godefroy de Bentzmann, cofondateur et président de Devoteam
- Philippe Besse, directeur général Eurowest de Dassault Systèmes
- Jean-Marc Borello, président-fondateur du Groupe SOS
- Philippe Carli, président du Groupe EBRA
- Cathy Collart-Geiger, Présidente-directrice générale du Groupe Picard Surgelés
- Audrey Derveloy, présidente de Sanofi France
- Jean-Pierre Farandou, président-directeur général de la SNCF
- Béatrice Kosowski, présidente d’IBM France
- Olivier Lenel, président du directoire de Mazars en France
- Marie-Christine Lombard, présidente du directoire de GEODIS
- Patrice Morot, président de PwC France et Maghreb
- Hervé Navellou, directeur général de L’Oréal France
- Beñat Ortega, directeur général de Gecina
- Stéphane Pallez, Présidente-directrice générale du Groupe FDJ
- Caroline Parot, administratrice indépendante
- Jean-Luc Placet, administrateur indépendant
- Dominique Restino, président de la CCI Paris-Île-de-France
- Jacques Richier, président d’Allianz France
- Augustin de Romanet, président-directeur général du Groupe ADP
- Jean-Jacques Salaün, directeur général d’Inditex France
- Estelle Sauvat, Directrice générale du Groupe Alpha
- Antoine Frérot, président de Veolia
- Xavier Huillard, président-directeur général de Vinci
- Michel Pébereau, président d’honneur de BNP Paribas

### Anciens présidents et présidents d'honneur
- 2017-2022 : Antoine Frérot

- 2011-2016 : Xavier Huillard
- 2005-2010 : Michel Pébereau
- 2002-2004 : Michel Bon
- 1996-2001 : Bertrand Collomb †
- 1993-1995 : Didier Pineau-Valencienne
- 1990-1992 : Yves Cannac
- 1987-1989 : François Guiraud †
- 1983-1986 : François Perigot †
- 1975-1982 : Jean Chenevier †
- François DALLE † - Fondateur

### Délégués et directeurs généraux
- 1976-1994 : Michel Drancourt †
- 1993-1997 : Michel Tardieu †
- 1997-2007 : Jean-Pierre Boisivon
- 2007-2011 : Jean-Damien Pô
- 2011-2017 : Frédéric Monlouis-Félicité
- 2017- 2023 : Paul Allibert
- 2023 : Flora Donsimoni

## Exemples de publications
- À quoi servent les entreprises ?, janvier 2018[10],[7],[11]
- Un chemin de réussite pour chaque jeune à travers 6 méthodes d’insertion dans le monde du travail, juillet 2017[12]

## Actions
L'Institut de l'entreprise développe des programmes qui visent à mieux faire connaître l'entreprise.
Parmi ces publics figurent les enseignants pour lesquels plusieurs actions existent,. Le programme Enseignants-Entreprises propose en partenariat avec l’Éducation nationale des ressources. Il organise les Entretiens Enseignants-Entreprises qui regroupent les professeurs de sciences économiques et sociales, économie-gestion, histoire-géographie et de STVST (sciences et technologies, du vivant, de la santé et de la terre) et des acteurs socioéconomiques pour échanger sur l'entreprise. Cette initiative, notamment le site Melchior qui permet à de grandes entreprises de payer pour fournir un contenu pseudo-pédagogique, souvent promotionnel, est controversée,.